# دانشگاه علوم پزشکی تهران
دانشگاه علوم پزشکی و خدمات بهداشتی درمانی تهران، یکی از دانشگاه‌های دولتی ایران و تحت نظر وزارت بهداشت، درمان و آموزش پزشکی در تهران است. این دانشگاه در رتبه بندی های مختلف جهانی به عنوان بهترین دانشگاه علوم پزشکی ایران انتخاب شد.

## تاریخچه

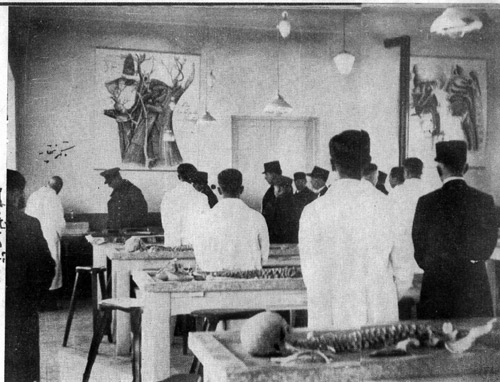
رضاشاه و ابوالقاسم بختیار در آیین گشایش دانشکده پزشکی دانشگاه تهران

دانشگاه علوم پزشکی و خدمات بهداشتی درمانی تهران بازماندهٔ مدرسهٔ طب دارالفنون تهران است و از کهن‌ترین موسسات آکادمیک علوم پزشکی در ایران محسوب می‌شود. مدرسه طب تا سال ۱۳۰۳ هجری خورشیدی در دارالفنون دایر بود. در سال ۱۳۰۲، رئیس‌الوزرا، عمارت مسعودیه را به مبلغ ۳۹ هزار تومان خریداری و برای تأسیس مدرسه علوم عالیه به وزارت معارف هدیه کرد. در سال ۱۳۰۳ پس از تعمیرات لازم، وزارت معارف به آن محل منتقل و دو مدرسه طب و دواسازی در یکی از حیاط‌های آن تشکیل شدند. مدرسه دواسازی از سال ۱۳۰۱ با استخدام یک معلم ارمنی تبعه ترکیه به نام پاپاریان که ماهیانه هفتاد و پنج تومان حقوق برای او در نظر گرفته شد، کار خود را آغاز کرده بود.
مدرسه دیگری که در همان سال‌ها تأسیس و بعداً از هسته‌های تشکیل دهنده دانشگاه تهران شد، مدرسه دندانسازی بود که از سال ۱۳۰۸، یک استاد لهستانی به نام فالک کوش ملچارسکی برای مدیریت و تدریس در آن با حقوق ماهیانه دویست و پنجاه تومان استخدام شد. در سال‌های دوم و سوم مدیریت او، هر ساله پنجاه تومان به حقوق ماهیانه‌اش افزوده شد.
چندی بعد مدرسه طب به عمارتی در خیابان لاله زار نو و سپس به عمارت بیمارستان معتمد و در اسفند ماه ۱۳۱۶ به محل فعلی دانشکده پزشکی دانشگاه علوم پزشکی تهران منتقل و به عنوان زیرمجموعه دانشگاه تهران فعالیت خود را از سرگرفت.

بسیاری از موسسات و دروس این دانشگاه را شارل ابرلن پایه‌گذاری کرد.

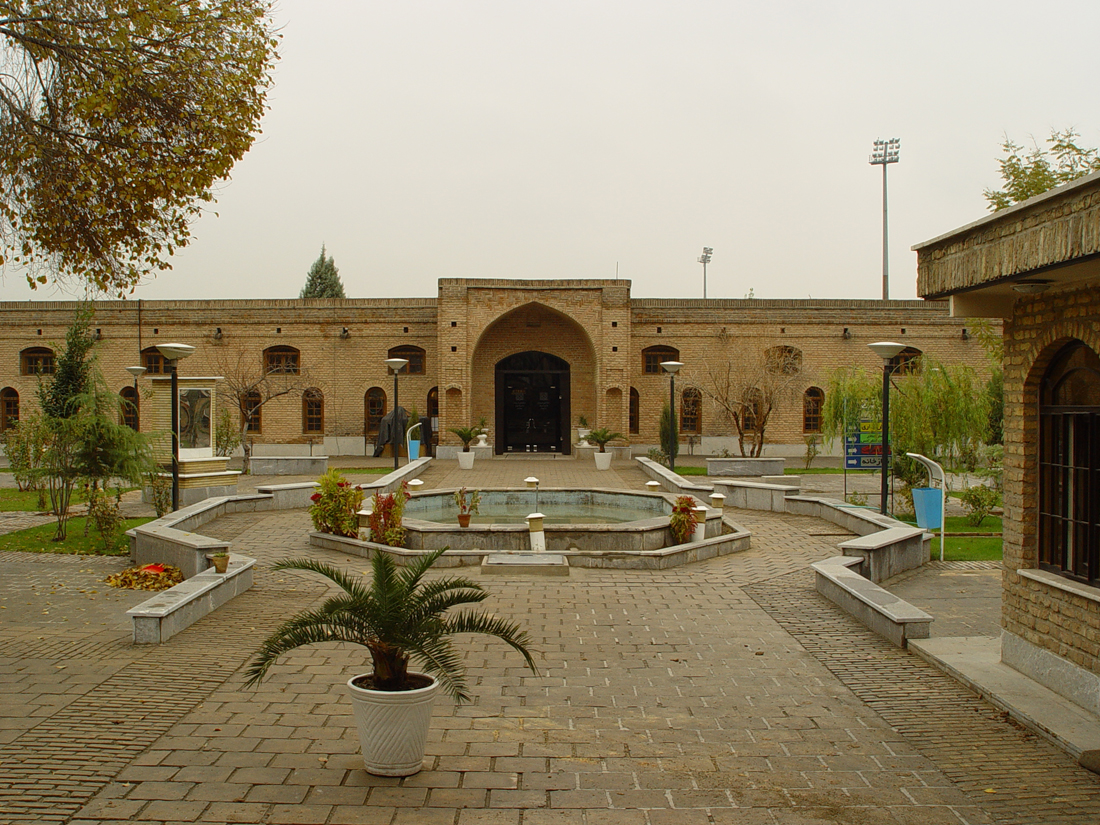
موزه ملی تاریخ علوم پزشکی ایران

در سال ۱۳۶۵، رسماً دانشکده‌های علوم پزشکی از دانشگاه تهران با بخشنامه جدید دولت جدا و مستقل شدند و دانشگاه علوم پزشکی و خدمات بهداشتی درمانی تهران را تشکیل دادند اما بر اساس تفاهم‌نامه بین دو دانشگاه، اعضای هیئت علمی، دانشجویان و پژوهشگران دو دانشگاه کماکان متعهدند مقالات علمی و پژوهشی خود را در مجلات، کتب، کنفرانس‌های خارجی و بین‌المللی با یک نام به چاپ برسانند.

### ادغام دانشگاه علوم پزشکی ایران با دانشگاه علوم پزشکی تهران و انتزاع از آن
در آبان ۱۳۸۹ با حکم وزیر بهداشت، درمان و آموزش پزشکی، واحدهای آموزشی، پژوهشی و دانشجویی دانشگاه علوم پزشکی ایران به دانشگاه علوم پزشکی تهران و واحدهای بهداشتی و درمانی این دانشگاه به دانشگاه علوم پزشکی شهید بهشتی منتقل شد.
وزیر بهداشت، درمان و آموزش پزشکی، این ابلاغ را در راستای اجرای تصمیمات دولت مبنی بر خروج دستگاه‌های اجرایی از استان تهران و در جهت تأمین یکپارچگی در ارائه خدمات بهداشتی، درمانی و آموزشی استان تهران و کاهش تصدی گری امور موازی اعلام و به ابلاغ مصوبه شماره ۶۷۷/۱۱۰ معاون توسعه مدیریت و سرمایه انسانی رئیس‌جمهوری اشاره کرد. پس از ادغام دو دانشگاه، موج اعتراضات زیادی از سوی اعضای هیئت علمی و دانشجویان علوم پزشکی ایران را برانگیخت و این اعتراضات دو سال و نیم طول کشید که در نهایت در فروردین ۱۳۹۲ هجری خورشیدی با حضور اکثر اعضای هیئت علمی در محل وزارت بهداشت، درمان و آموزش پزشکی، شورای گسترش دانشگاه‌ها تشکیل جلسه داد و رای به احیا مجدد این دانشگاه داد.

## دانشکده‌ها

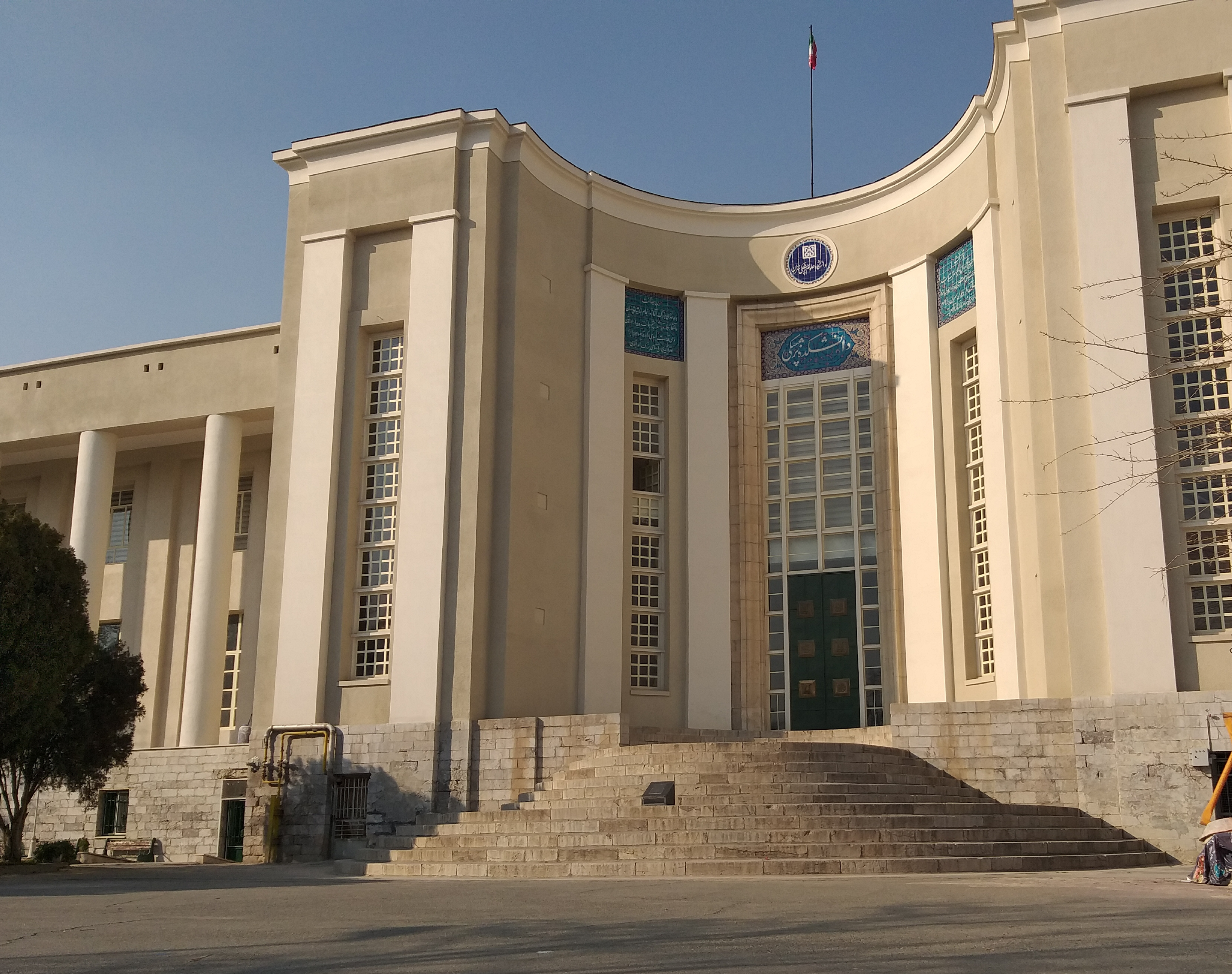
دانشکده پزشکی

دانشگاه علوم پزشکی و خدمات بهداشتی درمانی تهران مشتمل بر دانشکده‌های زیر است:
- دانشکده بهداشت
- دانشکده داروسازی
- دانشکده پزشکی
- دانشکده دندانپزشکی
- دانشکده توانبخشی
- دانشکده پرستاری و مامایی
- دانشکده پیراپزشکی
- دانشکده طب سنتی
- دانشکده فناوری‌های نوین پزشکی
- دانشکده علوم تغذیه و رژیم‌شناسی

## بیمارستان‌ها
در مجموع دانشگاه ۱۶ بیمارستان آموزشی با حدود ۴۰۰۰ تخت بیمارستانی دارد:
- زنان آرش
- امام خمینی
- امیر اعلم
- انستیتو کانسر
- بهارلو
- کودکان بهرامی
- پوست رازی
- روان‌پزشکی روزبه
- زنان یاس
- سینا
- شریعتی
- ضیائیان
- چشم‌پزشکی فارابی
- مرکز طبی کودکان
- مرکز قلب تهران
- ولیعصر

## مراکز پژوهشی
۶۹ مرکز تحقیقاتی و ۱۳ پژوهشکده و یک پژوهشگاه، امور پژوهشی دانشگاه را به عهده دارند:

### مراکز تحقیقاتی
1. مرکز آموزش و پژوهش بیماریهای پوست و جذام
2. مرکز تحقیقات علوم و تکنولوژی در پزشکی
3. مرکز تحقیقات هماتولوژی، انکولوژی و پیوند سلول‌های بنیادی
4. مرکز تحقیقات ایمونولوژی، آسم و آلرژی
5. مرکز تحقیقات تروما و پژوهشهای جراحی
6. مرکز تحقیقات بهداشت باروری ولیعصر
7. مرکز تحقیقات پزشکی ورزشی
8. مرکز تحقیقات علوم دارویی
9. مرکز تحقیقات محیط زیست
10. مرکز تحقیقات سرطان
11. مرکز پژوهشهای علمی دانشجویان
12. مرکز تحقیقات دندانپزشکی
13. مرکز تحقیقات بانک فراورده‌های پیوندی
14. پژوهشگاه علوم غدد و متابولیسم
15. مرکز تحقیقات روماتولوژی
16. مرکز تحقیقات بیماریهای مغز و اعصاب
17. مرکز تحقیقات اخلاق و تاریخ پزشکی
18. مرکز تحقیقات ترمیم ضایعات مغزی نخاعی
19. مرکز تحقیقات گوش، حلق و بینی
20. مرکز تحقیقات گیاهان دارویی
21. مرکز تحقیقات روان‌پزشکی
22. مرکز تحقیقات ارولوژی
23. مرکز تحقیقات قلب تهران
24. مرکز تحقیقات بیماریهای گوارش و کبد
25. مرکز تحقیقات چشم پزشکی
26. مرکز تحقیقات رشد و تکامل کودکان
27. مرکز تحقیقات ایدز
28. مرکز تحقیقات نانو فناوری
29. مرکز تحقیقات پزشکی هسته‌ای
30. مرکز تحقیقات توسعه اجتماعی و ارتقاء سلامت
31. پایگاه تحقیقات جمعیتی
32. مرکز تحقیقات ارولوژی اطفال
33. مرکز تحقیقات ایمونولوژی ملکولی
34. مرکز تحقیقات بیماری‌های عفونی اطفال
35. مرکز تحقیقات علوم قرآن، حدیث و طب
36. مرکز تحقیقات لیزر در دندانپزشکی
37. مرکز تحقیقات بیماری‌های اتوایمیون تاولی
38. مرکز تحقیقات الکتروفیزیولوژی پایه
39. مرکز تحقیقات رادیولوژی نوین و تهاجمی
40. مرکز رشد استعدادهای درخشان
41. مرکز تحقیقات زیست فناوری
42. مرکز تحقیقات طراحی و توسعه دارو
43. مرکز تحقیقات نفرولوژی
44. مرکز تحقیقات مادر، جنین و نوزاد
45. مرکز تحقیقات بیماریهای شغلی و طب کار
46. مرکز تحقیقات بهره‌برداری از دانش سلامت
47. مرکز تحقیقات داروسازی سنتی
48. مرکز تحقیقات مراقبت‌های پرستاری و مامایی
49. مرکز تحقیقات سلولی ملکولی
50. مؤسسه مطالعات تاریخ پزشکی، طب اسلامی و مکمل
51. مرکز تحقیقات علوم دارویی رازی
52. مرکز تحقیقات گوش و حلق و بینی و سر و گردن
53. مرکز تحقیقات ایمونولوژی
54. مرکز تحقیقات چشم پزشکی ایران
55. مرکز تحقیقات مراقبت‌های پرستاری
56. مرکز تحقیقات بهداشت روان
57. مرکز تحقیقات توانبخشی
58. مرکز تحقیقات آسیب‌شناسی و سرطان
59. مرکز تحقیقات طب کار_ایران
60. مرکز تحقیقات بیماری‌های گوارش و کبد _ایران
61. مرکز تحقیقات سوختگی
62. مرکز تحقیقات فیزیولوژی
63. مرکز تحقیقات بیماریهای عفونی کودکان
64. مرکز تحقیقات بهداشت کار
65. مرکز تحقیقات آموزش علوم پزشکی
66. مرکز تحقیقات مقاومت‌های میکروبی
67. مرکز تحقیقات غدد انستیتو غده درون‌ریز
68. مرکز تحقیقات تغذیه با شیر مادر
69. مرکز ملی مطالعات اعتیاد
70. مرکز تحقیقات پزشکی هسته ای

### پژوهشکده‌ها
1. پژوهشکده علوم بالینی غدد
2. پژوهشکده علوم دارویی
3. پژوهشکده بازتوانی عصبی
4. پژوهشکده بیماری‌های گوارش و کبد
5. پژوهشکده بیماری‌های قلب و عروق
6. پژوهشکده کاهش رفتار پرخطر
7. پژوهشکده سرطان
8. پژوهشکده محیط زیست
9. پژوهشکده علوم جمعیتی غدد
10. پژوهشکده فناوری‌ها و تجهیزات پیشرفته پزشکی
11. پژوهشکده علوم سلولی و مولکولی غدد
12. پژوهشکده علوم دندانپزشکی
13. پژوهشکده سلامت خانواده

### پژوهشگاه
پژوهشگاه علوم غدد و متابولیسم

## مراکز فناوری
- پارک علم و فناوری سلامت شهید سلیمانی

- مرکز رشد واحدهای فناوری فرآورده های دارویی
- مرکز رشد فناوری مواد و تجهیزات دندانپزشکی
- مرکز رشد لوازم و تجهیزات پزشکی
- مرکز رشد فناوری سلامت
- مرکز رشد فناوری اطلاعات سلامت
- مرکز نوآوری سلول های بنیادی و پزشکی باز ساختی

## کتابخانه
یک کتابخانه مرکزی و بیش از ۵۰ کتابخانه در دانشکده‌ها، مراکز تحقیقاتی و بیمارستان‌ها

## رؤسای دانشگاه
- میرزا محمد تقی‌خان فراهانی (۱۲۲۷–۱۲۳۰)
- میرزا محمدعلی خان شیرازی (۱۲۳۰)
- عزیزخان مکری (۱۲۳۲)
- میرزا محمدخان امیر تومان (۱۲۳۲)
- علیقلی میرزا اعتضادالسلطنه (۱۲۳۶)
- رضا قلی خان هدایت (۱۲۷۶)
- علی‌قلی خان هدایت (مخبرالدوله) (۱۲۷۷)
- جعفرقلی نیرالملک (۱۲۷۸)
- محمد حسین خان ادیب الدوله (۱۲۷۹)
- رضاقلی هدایت (نیرالملک) (۱۳۰۶)
- علی‌اصغر حکمت (اسفند ۱۳۱۳-خرداد ۱۳۱۷)
- اسماعیل مرآت (مرداد ۱۳۱۷-شهریور ۱۳۲۰)
- عیسی صدیق اعلم (شهریور ۱۳۲۰-آذر ۱۳۲۰)
- سید محمد تدین (آذر ۱۳۲۰-اسفند ۱۳۲۰)
- مصطفی عدل (اسفند ۱۳۲۰-مرداد ۱۳۲۱)
- علی‌اکبر سیاسی (مرداد ۱۳۲۱-دی ۱۳۳۳)
- منوچهر اقبال (دی ۱۳۳۳-فروردین ۱۳۳۶)
- فرهاد معتمد (اردیبهشت ۱۳۳۶-اردیبهشت ۱۳۴۲)
- جهانشاه صالح (اردیبهشت ۱۳۴۲-مرداد ۱۳۴۷)
- فضل‌الله رضا (مرداد ۱۳۴۷-تیر ۱۳۴۸)
- علینقی علیخانی (تیر ۱۳۴۸-تیر۱۳۵۰)
- هوشنگ نهاوندی (تیر ۱۳۵۰-آبان ۱۳۵۵)
- احمد هوشنگ شریفی (آبان ۱۳۵۵-شهریور ۱۳۵۶)
- قاسم معتمدی (شهریور ۱۳۵۶-شهریور ۱۳۵۷)
- عبدالله شیبانی (شهریور ۱۳۵۷-اسفند ۱۳۵۷)
- محمد ملکی (اسفند ۱۳۵۷-اسفند ۱۳۵۸)
- حسن عارفی (خرداد ۱۳۵۹-مرداد ۱۳۶۰)
- علی مهدی‌زاده شهری (مرداد ۱۳۶۰-مهر ۱۳۶۰)
- ابوالقاسم گرجی (مهر ۱۳۶۰-خرداد ۱۳۶۱)
- عباس شیبانی (خرداد ۱۳۶۱-آبان ۱۳۶۲)
- بهمن یزدی صمدی (آبان ۱۳۶۲-تیر ۱۳۶۴)
- محمد فرهادی (تیر ۱۳۶۴-آبان ۱۳۶۴)
- اسماعیل آوینی (آبان ۱۳۶۴-دی ۱۳۶۴)
- حسین فروتن (دی ۱۳۶۴-مهر ۱۳۶۷)
- محمدحسن باستان حق (۱۳۶۵–۱۳۷۶)
- محمدرضا ظفرقندی (۱۳۷۶–۱۳۸۴)
- باقر لاریجانی (۱۳۸۴–۱۳۹۱)
- محمدرضا منصوری (۱۳۹۱–۱۳۹۲)
- علی جعفریان (۱۳۹۲–۱۳۹۶)
- عباسعلی کریمی (۱۳۹۶–۱۴۰۰)
- حسین قناعتی (۱۴۰۰–۱۴۰۳)
- سید رضا رئیس کرمی(۱۴۰۳–تاکنون)

## روابط با آمریکا
این دانشگاه تاکنون از طریق انجمن پیشبرد علوم آمریکا با دانشگاه‌های برتر آمریکا همچون مرکز سرطان ام.دی. اندرسون دانشگاه تگزاس همکاری‌هایی داشته است.

## نگارخانه

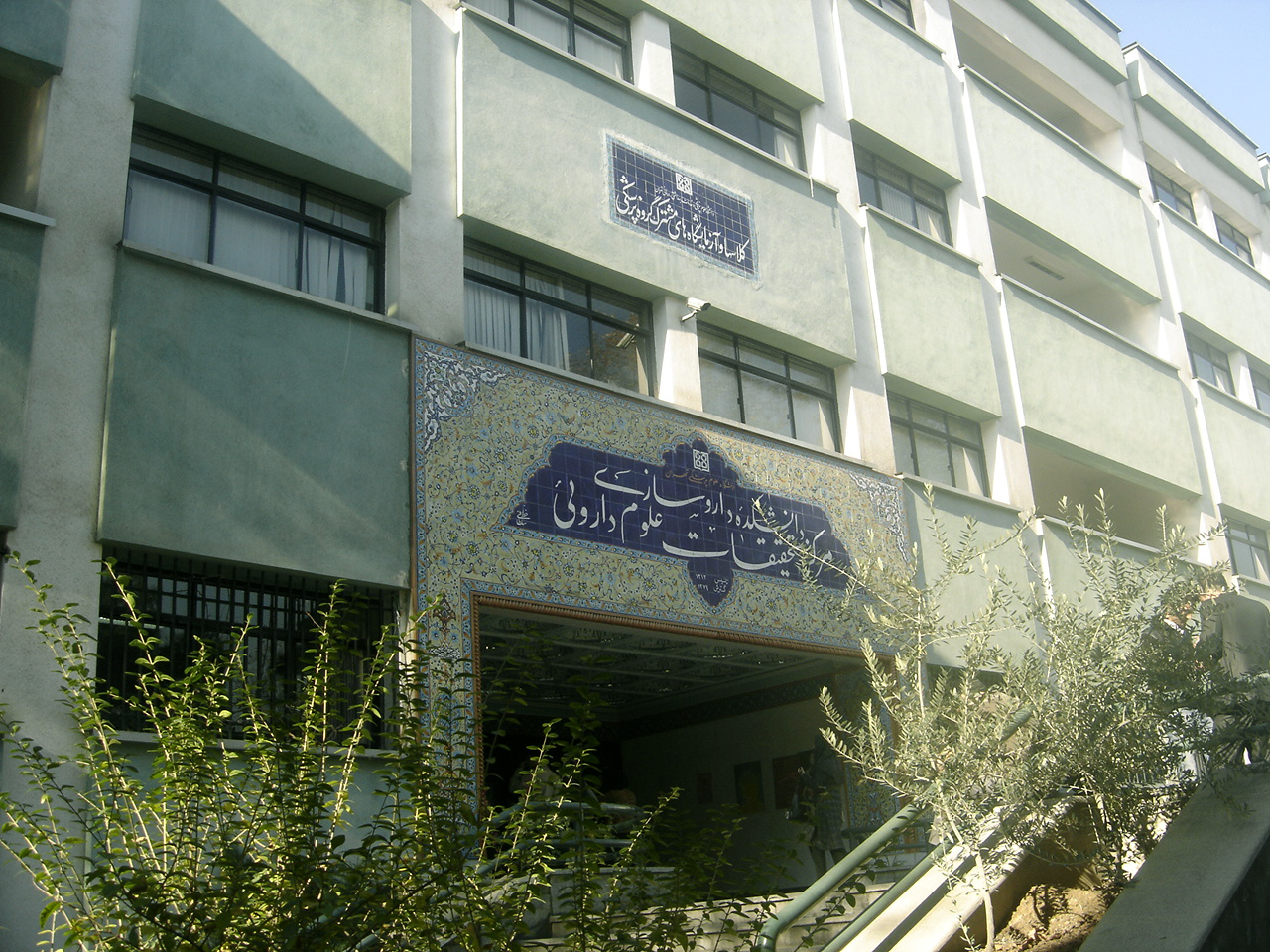
دانشکده داروسازی
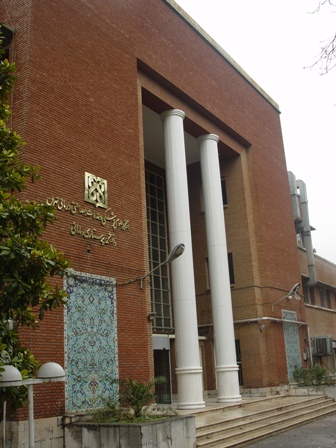
دانشکده پرستاری
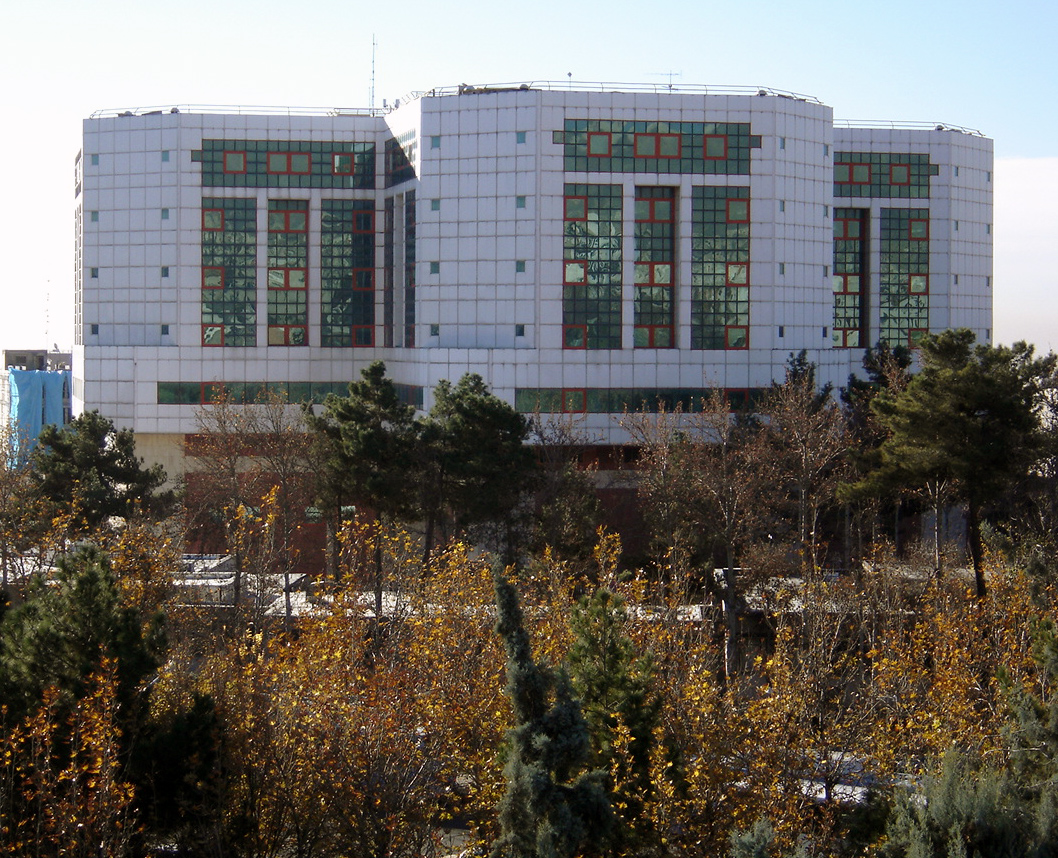
مرکز قلب تهران زیر نظر دانشگاه تهران
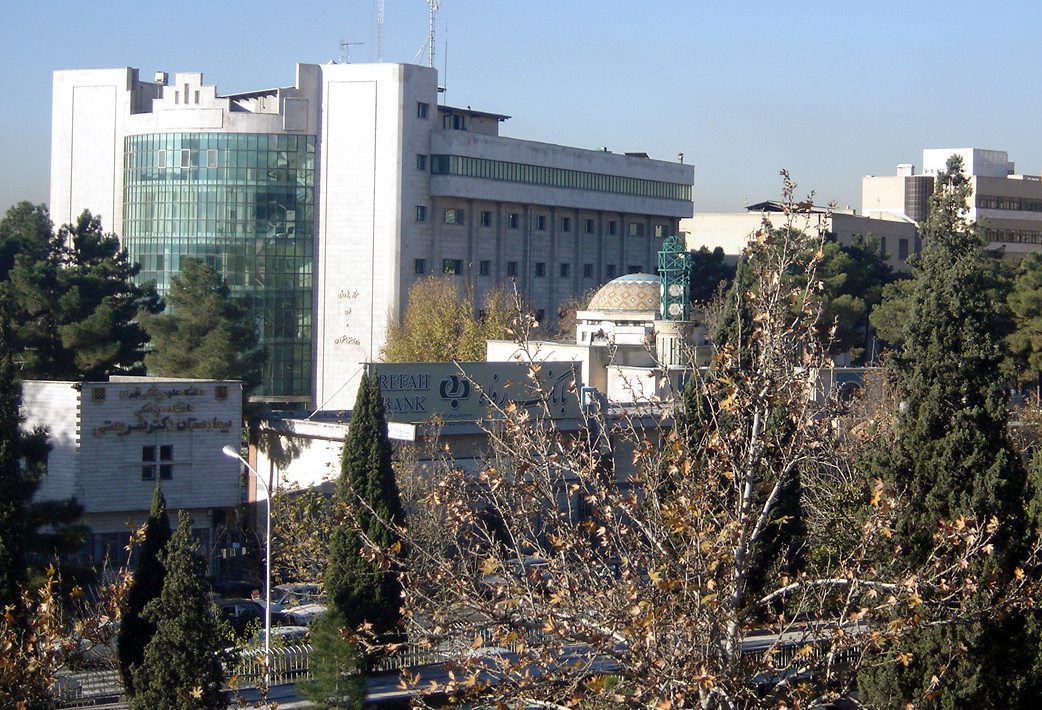
بیمارستان شریعتی و مرکز پژوهش خون دانشگاه
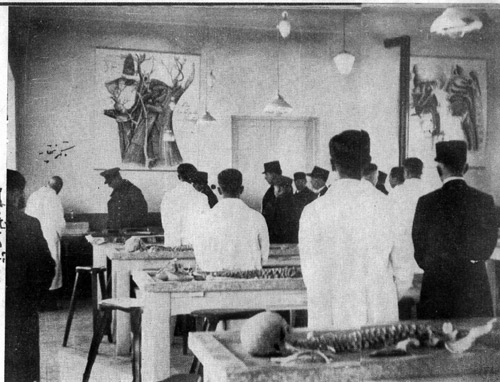
رضا شاه پهلوی و دکتر ابوالقاسم بختیاری در آیین گشایش دانشکده پزشکی دانشگاه تهران

## رتبه‌بندی
دانشگاه علوم پزشکی تهران مطابق با رتبه‌بندی وزارت بهداشت، درمان و آموزش پزشکی برای هفتمین سال پیاپی حائز جایگاه نخست در میان دانشگاه‌های علوم پزشکی ایرانی است. رتبه دانشگاه علوم پزشکی تهران طی سال‌های اخیر در نظام‌های بین‌المللی به شرح زیر است:

## یواس نیوز اند ورلد ریپورت(۲۰۲۳)
پزشکی بالینی: ۲۰۹
فارماکولوژی و سم‌شناسی: ۲۳

## رتبه‌بندی دانشگاهی کیواس(۲۰۲۳)
پزشکی: ۳۰۱–۳۵۰
علوم زیستی و پزشکی: ۲۰۹
داروسازی و فارماکولوژی: ۲۰۱–۲۵۰

## رتبه‌بندی دانشگاه‌های جهان
پزشکی بالینی (۲۰۲۳): ۴۰۱–۵۰۰
داروسازی و علوم دارویی (۲۰۲۳): ۲۰۱–۳۰۰
دندانپزشکی و علوم دهان (۲۰۱۹): ۱۵۱–۲۰۰

## آموزش عالی تایمز
رتبه آسیا (۲۰۲۳): ۱۹۳
رتبه بین‌المللی: ۲۰۱–۳۰۰ (۲۰۲۴)
رتبه‌بندی تأثیر (۲۰۱۹): ۲۰۱–۳۰۰

## مرجع دانشگاه‌های ایران (یونیرف) (۱۴۰۲)
رتبه در کشور: ۱